# Aeroporto Regional de Lábrea
O Aeroporto de Lábrea (IATA: LBR, ICAO: SWLB) está localizado no município de Lábrea, Amazonas.
Suas coordenadas são as seguintes: 07°15'01.00"S de latitude e 64°47'02.00"W de longitude. Possui uma pista de 1000m de asfalto.
Atualmente, as únicas empresas aéreas de voos regulares a operar no aeroporto é a MAP Linhas Aéreas, com voos para Manaus, e a Rio Madeira Aerotáxi, com voos para Porto Velho e Manaus. O aeroporto é atendido também por empresas de táxi aéreo, como a própria RIMA Táxi Aéreo, Amazonaves Táxi Aéreo e Manaus Aerotáxi.

## Reforma
É um dos 25 aeroportos do Amazonas incluídos no PDAR - Plano de Desenvolvimento da Aviação Regional, criado em 2012, do Governo Federal, que visa construir e/ou reformar num total de 270 aeroportos em todo o país.